# José Laureano Pineda Ugarte
José Laureano Pineda Ugarte (Potosí, 4 de julio de 1802 - Managua, 17 de septiembre de 1853) fue un político nicaragüense que siendo Senador en la Asamblea Legislativa del Estado de Nicaragua fue designado para ejercer como Supremo Director del Estado de Nicaragua en dos ocasiones y una en disidencia luego de ser separado del cargo a raíz de un golpe militar.

## Origen
Nació en Potosí, el 4 de julio de 1802.
Fue hijo del matrimonio formado por Pedro Benito Pineda, jefe de Estado de Nicaragua (1826-1827) y Juana Rufina Ugarte Selva.
Casado con Dolores Sacasa Méndez, hija del coronel, José Crisanto Sacasa Parodi y Mariángeles Méndez de Figueroa y Díaz Cabeza de Vaca.

## Vida política
En 1825 se graduó en Derecho en la Real Universidad de León, de ideología liberal, desde joven apoyó la causa de la Independencia de Centroamérica de España. 
En 1835 escribió el Primer Código Penal de Nicaragua y aprobado por la Asamblea Nacional en 1839.
Fue Ministro de Gobierno siendo Supremo Director del Estado de Nicaragua José León Sandoval. 
Fue elegido diputado a la Asamblea Constituyente de 1848 y fue uno de los pocos que rehusó firmar el 7 de marzo de ese año bajo la presión de las armas (cañoneras inglesas amenazaban la ciudad de Granada), la aprobación del oneroso Tratado de la Isla de Cuba que les cedió a los ingleses el control del puerto de San Juan del Norte (Greytown) y de la ruta canalera por el Río San Juan, y la aceptación del protectorado sobre Mosquitia en la costa oriental (caribeña o atlántica).
Fue el 26.º Supremo Director entre el 5 de mayo (había sido elegido para ejercer el cargo a partir del 1 de abril pero se negaba a aceptarlo) y el 4 de agosto de 1851, en que fue depuesto por un golpe militar. 

### Golpe militar
El golpe militar fue encabezado por el General José de la Trinidad Muñoz Fernández del bando conservador, con el apoyo político de José María Guerrero de Arcos y Molina, Pablo Buitrago Benavente y otros.
El Cabildo de León con miembros de la Representación Nacional nombró entonces al Senador Justo Abaunza como Supremo Director interino. 
Pineda respondió desde Honduras actuando como Supremo Director en disidencia a partir del día siguiente 5 hasta el 11 de agosto de 1851.
En ese período hubo tres gobiernos en el Estado de Nicaragua: 
- el de José Laureano Pineda Ugarte en el exilio en Honduras.
- el de Justo Abaunza en León, impuesto por el general Muñoz.
- el de José de Montenegro en Granada, éste no llegó a ejercer porque murió repentinamente, siendo sucedido por José de Jesús Alfaro, ambos apoyados por el General Fruto Chamorro Pérez.

Finalmente Pineda obtuvo ayuda militar, regresó a Nicaragua, amenazó a la ciudad de León con un asalto combinado de tropas incluyendo las del General Chamorro y obtuvo la rendición de los sublevados. 
El 11 de noviembre de 1851 fue nombrado el 29.º Supremo Director para el período que concluyó el 1 de abril de 1853.

## Legado
Su administración de gobierno fue progresista, creó escuelas, mejoró caminos y reformó la estructura administrativa del Estado, se le considera como uno de los mejores gobernantes de Nicaragua en el siglo XIX, antes de la Guerra Nacional.
Comparte junto con el senador Fulgencio Vega, el haber fijado de manera definitiva y permanente a la ciudad de Managua como la Capital del país con el fin de terminar con las diferencias entre León y Granada por dicha sede.